# Börje Alpsten
Börje Alpsten, född 1927 i Stockholm, död 2009, var ett svenskt departementsråd.

## Biografi
Alpsten började sin karriär vid Tullverket år 1952 och tog en jur.kand vid Stockholms högskola. År 1961 började han vid Inrikesdepartementet och blev år 1964 byråchef vid Rikspolisstyrelsen. Han blev år 1967 chef för Justitiedepartementets planerings- och budgetsekretariat, där han stannade till pensionen.
Han arbetade tillsammans med Carl Persson i arbetet med att genomföra förstatligandet och omorganisationen av polis-, åklagar- och domstolsväsendet år 1964. Han var drivande i arbetet med införandet av rättsväsendets informationssystem, liksom i tillkomsten av Stiftelsen för rättsinformation.